# Eduard Walentinowitsch Trojanowski
Eduard Walentinowitsch Trojanowski (russisch Эдуа́рд Валенти́нович Трояно́вский, auch Eduard Troyanovsky transkribiert; * 30. Mai 1980 in Omsk, Oblast Omsk, Sowjetunion) ist ein russischer Profiboxer im Halbweltergewicht und ehemaliger Weltmeister der IBF und IBO.

## Profikarriere
Der für einen Halbweltergewichtler recht große (1,75 m) Normalausleger gab Ende November 2009 gegen den Deutschen Richard Zwarg in Halle mit einem einstimmigen Punktsieg erfolgreich sein Profidebüt.
Bereits in seinem neunten Kampf wurde er Europameister des Verbandes WBO (der „richtige“ Europameistertitel ist allerdings der des mit dem WBC assoziierten Verbandes EBU), als er Matt Zegan (Bilanz 42-5-2-) durch T.K.o in Runde 3 bezwang.
Am 18. September im Jahre 2012 schlug er Joseph Von Minoza (Bilanz 14-3-0-) und errang dabei den vakanten PABA-Gürtel. Diesen Titel verteidigte er insgesamt dreimal in Folge, unter anderem gegen Orlen Padilla (Bilanz 16-4-1) und Luis Zambrano (10-2-0). Im Dezember des darauffolgenden Jahres siegte er über Allan Kamote (23-6-4-) durch klassischen K. o. in der zweiten Runde.
Im Jahre 2014 holte er sich durch einen technischen Knockout in Runde fünf gegen José Alfaro (27-8-1) den vakanten WBA-International-Titel sowie durch einen klassischen Knockout über Jose Agustin Feria (Bilanz 16-1-1) den vakanten WBA-Intercontinental-Gürtel.
Im April 2015 gewann er mit einem K.-o.-Sieg über seinen Landsmann Aik Shakhnazaryan (15-1-0-) den vakanten Weltmeistertitel des Verbandes IBO. Am 4. November desselben Jahres boxte er gegen den bis dahin ungeschlagenen argentinischen Rechtsausleger César René Cuenca (Bilanz 48-0-0) um den IBF-Titel. Trojanowski siegte über Cuenca durch technischen Knockout in Runde sechs und fügte ihm somit seine erste Profiniederlage zu. Anschließend verteidigte er den Titel im Rückkampf gegen Cuenca und im September 2016 gegen Keita Obara (16-1).
Am 3. Dezember 2016 verlor er seine Titel durch eine schwere K.-o.-Niederlage in der ersten Runde an Julius Indongo (20-0).